# Latif Blessing
Latif Atta Blessing (Accra, 30 december 1996) is een Ghanees voetballer die doorgaans speelt als linksbuiten. In januari 2025 verliet hij Houston Dynamo.

## Clubcarrière
Blessing speelde in de jeugd van Liberty Professionals, waar hij in 2016 ook zijn debuut maakte in het eerste elftal. In dat seizoen zou hij zich ook direct kronen tot topscorer van de competitie met zeventien doelpunten. Zijn prestaties leverden hem tevens een verkiezing tot beste speler van het jaar op. Na dit succesvolle seizoen werd Blessing overgenomen door Sporting Kansas City. Bij Sporting KC kwam hij tot drie competitietreffers in zesentwintig wedstrijden. In september 2017 won Sporting de US Open Cup door New York Red Bulls met 2–1 te verslaan. Blessing opende tijdens dit duel de score. De nieuw opgerichte club Los Angeles werd in december 2017 zijn nieuwe club. Bij deze club tekende de Ghanees tot eind 2019. Medio 2019 werd zijn verbintenis verlengd tot eind 2020. Ruim een maand later kwamen er nog twee seizoenen bij dit contract. Eind 2022 werd deze opnieuw opengebroken en verlengd, ditmaal met een jaar. Toch vertrok hij bij de club, aangezien New England Revolution hem overnam in januari 2023. Een half seizoen later verkaste Blessing naar Toronto. In maart 2024 verkaste hij naar Houston Dynamo.

## Clubstatistieken
| Seizoen | Club                   | Competitie          | Competitie | Competitie | Beker | Beker | Internationaal | Internationaal | Totaal | Totaal |
| Seizoen | Club                   | Competitie          | Wed.       | Dlp.       | Wed.  | Dlp.  | Wed.           | Dlp.           | Wed.   | Dlp.   |
| ------- | ---------------------- | ------------------- | ---------- | ---------- | ----- | ----- | -------------- | -------------- | ------ | ------ |
| 2016    | Liberty Professionals  | Premier League      | 21         | 14         | 0     | 0     | —              | —              | 21     | 14     |
| 2017    | Sporting Kansas City   | Major League Soccer | 26         | 3          | 5     | 3     | —              | —              | 31     | 6      |
| 2018    | Los Angeles            | Major League Soccer | 31         | 5          | 4     | 2     | —              | —              | 35     | 7      |
| 2019    | Los Angeles            | Major League Soccer | 36         | 6          | 3     | 0     | —              | —              | 39     | 6      |
| 2020    | Los Angeles            | Major League Soccer | 24         | 2          | 0     | 0     | 5              | 1              | 29     | 3      |
| 2021    | Los Angeles            | Major League Soccer | 30         | 2          | 0     | 0     | —              | —              | 30     | 2      |
| 2022    | Los Angeles            | Major League Soccer | 30         | 0          | 3     | 0     | —              | —              | 33     | 0      |
| 2023    | New England Revolution | Major League Soccer | 15         | 0          | 1     | 0     | —              | —              | 16     | 0      |
| 2023    | Toronto                | Major League Soccer | 5          | 0          | 0     | 0     | 2              | 0              | 7      | 0      |
| 2024    | Houston Dynamo         | Major League Soccer | 28         | 5          | 1     | 1     | 3              | 0              | 32     | 6      |
| Totaal  | Totaal                 | Totaal              | 246        | 37         | 17    | 6     | 10             | 1              | 273    | 44     |

Bijgewerkt op 4 januari 2025.

## Erelijst
| Competitie           |                      |                      |                      |                      |
| Competitie           | Aantal               | Jaren                |                      |                      |
| Sporting Kansas City | Sporting Kansas City | Sporting Kansas City | Sporting Kansas City | Sporting Kansas City |
| -------------------- | -------------------- | -------------------- | -------------------- | -------------------- |
| US Open Cup          | 1                    | 2017                 |                      |                      |
| Los Angeles          |                      |                      |                      |                      |
| Major League Soccer  | 1                    | 2022                 |                      |                      |